# Monumentos medievales en Kósovo
Los monumentos medievales en Kósovo es un lugar Patrimonio de la Humanidad formado por cuatro monasterios e iglesias cristianas ortodoxas serbias que representan la fusión de la arquitectura eclesiástica románica occidental y la bizantina ortodoxa oriental para formar el estilo renacentista paleólogo. Los lugares se encuentran en la conflictiva región de Kósovo. La provincia declaró su independencia el 17 de febrero de 2008, proclamación que ha sido reconocida solo por una parte de la comunidad internacional y rechazada por otros estados que consideran que el territorio sigue formando parte de Serbia.
En 2004, la Unesco reconoció al monasterio de Visoki Dechani por su valor universal sobresaliente. Dos años más tarde, el lugar del patrimonio fue extendido como una nominación conjunta, para incluir otros tres monumentos religiosos.
Por lo tanto, la propiedad «Monumentos medievales en Kósovo» comprende actualmente:
| Código     | Nombre                               | Situación | Coordenadas                                | Año de inscripción |
| ---------- | ------------------------------------ | --------- | ------------------------------------------ | ------------------ |
| 724-001    | Monasterio de Visoki Dechani         | Dechani   | 42°32′48″N 20°16′18″E / 42.54667, 20.27167 | 2004               |
| 724-002bis | Monasterio patriarcal de Peć         | Peć       | 42°39′40″N 20°15′56″E / 42.66111, 20.26556 | 2006               |
| 724-003bis | Iglesia de Nuestra Señora de Lievish | Prizren   | 42°12′41″N 20°44′09″E / 42.21139, 20.73583 | 2006               |
| 724-004bis | Monasterio de Grachánitsa            | Pristina  | 42°35′54″N 21°11′36″E / 42.59833, 21.19333 | 2006               |

Fue también en 2006 cuando la propiedad fue inscrita en la lista del patrimonio mundial en peligro debido a las dificultades en su administración y conservación que procede de la inestabilidad política de la región.

## Los monumentos en el conflicto de Kósovo
En el valle de Kósovo, de tan solo unos cien kilómetros de largo, se encuentran 1300 templos y monasterios de la Iglesia ortodoxa serbia de los siglos XII-XX, de los cuales más de 150 fueron demolidos o devastados por extremistas albano-kosovares a partir de 1999 (después de la entrada de la KFOR); entre ellos 61 son monumentos reconocidos por su valor histórico cultural y arquitectónico. A veces fueron simplemente minados y explotados por dichos extremistas, a pesar de estar nominalmente bajo protección de la KFOR. Durante el conflicto los monumentos, posteriormente declarados Patrimonio de la Humanidad, tampoco estuvieron salvos, varias veces puestos bajo fuego de artillería, como los famosos monasterios, o quemados, como la iglesia de Nuestra Señora de Lievish.

## Llamamiento de la Iglesia ortodoxa serbia
En su Llamamiento a la comunidad internacional del 8 de septiembre de 2004 la Iglesia ortodoxa serbia comunicó:
Hablando de la restauración de lo destruido en marzo, si se trata de las casas, eso tiene un carácter simbólico y en su mayor parte les sirve a las autoridades kosovares para manipulaciones y marketing. En lo que toca a la restauración de los monasterios e iglesias quemadas, ninguna piedra ha sido movida. En la práctica, tiene lugar sólo la eliminación tanto de los últimos restos de las iglesias y monasterios destruidos a partir de 1999, de los cuales muchos pertenecen a los siglos XIV-XV, como de los quemados y devastados el 17 de marzo de 2004.
La Iglesia ortodoxa serbia, además de facilitar el regreso de todos los refugiados, reconstrucción de sus casas y restitución de las condiciones de vida adecuadas, exige de las Naciones Unidas y Unesco, así como de la Unión Europea, una restauración apremiante de todos los santuarios, es decir de los monumentos religiosos y culturales destruidos en el territorio de Kósovo y Metohija durante la gobernación de los órganos de la comunidad internacional, la MINUK y la KFOR. Kosovo y Metohija son el único territorio de Europa y del mundo, donde en nuestros días ha sido destruida tal cantidad de monumentos de la cultura y civilización cristiana, lo que ha sido hecho en presencia de la comunidad internacional.

## Ayuda internacional
En 2010-2011 el gobierno de la Federación Rusa asignó a la Unesco 2 millones de dólares estadounidenses para financiación de los proyectos de restauración de los monumentos del Patrimonio de la Humanidad en el territorio de Kósovo conforme a la Resolución del Consejo de Seguridad de las Naciones Unidas №1244 y la acción internacional de la Unesco de ayuda en la restauración y preservación de los monumentos de cultura dañados por los actos de guerra, abarcando los cuatro sitios históricos. Según el plan todos los trabajos de restauración han de ser terminados en el primer semestre de 2013.